# Leonardo Donà
Leonardo Donà, o Donato (Venezia, 12 febbraio 1536 – Venezia, 16 luglio 1612), è stato il 90º doge della Repubblica di Venezia dal 10 gennaio 1606 fino alla sua morte.
Fervidamente religioso - scapolo, per tutta la vita aveva osservato il voto di castità fatto in gioventù - l'intransigente "anti–papista" affrontò la minaccia dell'interdetto di papa Paolo V e, dopo averlo subito, riuscì ad annullarne gli effetti attraverso una dura battaglia condotta sul piano teologico-giuridico da Paolo Sarpi.

## Biografia

### Giovinezza
Figlio di Giovan Battista e Giovanna Corner, proveniente da una famiglia di tradizione mercantile, il Donà aveva a disposizione una media ricchezza che riuscì ad incrementare grazie ad un ricco lascito testamentario.
Si dice che, per ottenerlo, abbia studiato antiche pergamene e leggi testamentarie in modo da vedersene riconosciuto il diritto.
Grazie a questo benessere gli riuscì di svolgere una rapida carriera, che lo vide ambasciatore a Costantinopoli, podestà, savio, governatore e procuratore di San Marco nel 1591.

### Carriera diplomatica
A lungo ambasciatore a Roma, gli storici riportano leggende secondo le quali il cardinale Borghese, futuro Papa Paolo V, parlandogli dell'arroganza dei veneziani verso il papato, avrebbe detto: "Se fossi Papa scomunicherei tutti i veneziani!", talché la sua risposta fu: "Se fossi Doge riderei della scomunica!".
A prescindere dall'assoluta irrealtà dell'episodio, l'evento narrato è sintomatico della sua intransigenza riguardo al tentativo romano di influenzare il potere temporale laico con quello spirituale.
Secondo alcuni egli era più protestante che cattolico, ma questi paragoni vengono considerati da molti scrittori, quali il Rendina, come calunniosi.

### Dogato

Stemma dei Donà

Candidatosi alla morte di Marino Grimani, l'elezione andò per le lunghe; vi erano altri due avversari (tra cui il suo successore Marcantonio Memmo) e nessuno riusciva a raggiungere i voti necessari.
Finalmente gli avversari rinunciarono, e lui venne eletto all'unanimità il 10 gennaio 1606.
Uomo serio e ligio al dovere, non fece alcuna festa per la sua elezione e il suo rapporto col popolo veneziano fu sempre freddo e distante.
Senza perdere tempo affrontò immediatamente le pretese pontificie rispetto ai due ecclesiastici arrestati dal suo predecessore, reagendo come tutti si potevano attendere: rigettandolo in toto. Paolo V rispose gettando l'interdetto sulla Repubblica. A questo punto, invece che piegarsi all'ultimatum, il doge, aiutato dalla sapienza in dottrina teologica del frate Paolo Sarpi, rispose a sua volta con un Protesto e ritenne nullo l'atto papale, ordinando al clero della Repubblica di non curarsene e proseguire nelle sue funzioni, minacciando addirittura di morte i sacerdoti che vi avessero prestato obbedienza (nessun ecclesiastico fu in realtà giustiziato, ma la minaccia legale della pena capitale rendeva l'ubbidienza alla Repubblica più perdonabile dal punto di vista canonico).
I gesuiti, che non accettarono la posizione veneziana, vennero espulsi dalla città e non poterono tornarci sino al 1659. Nonostante successive scomuniche “ad personam” verso il Sarpi ed il doge, la situazione non mutò ed il 21 aprile 1607, tramite una mediazione francese,  dove l'inviato riferì a ciascuna delle parti che l'altra aveva ceduto più di quanto avesse fatto in realtà, si giunse ad un accordo: la consegna dei due ecclesiastici (alla Francia) in cambio della revoca dell'interdetto. La vittoria veneziana fu totale, ed anche il tentato assassinio del Sarpi da parte di sicari papali (5 ottobre 1607) non andò a buon fine, inasprendo la contesa.
Rimasto distante dal Protestantesimo, al quale non era estraneo il Sarpi, Donà fu uno dei primi utilizzatori del telescopio di Galilei, strumento di cui lo scienziato mostrò le capacità al Doge e al Senato il 21 agosto 1609 sul campanile di San Marco, e di cui il governo veneto autorizzò la produzione in tutta la Repubblica.

### Ultimi anni e morte

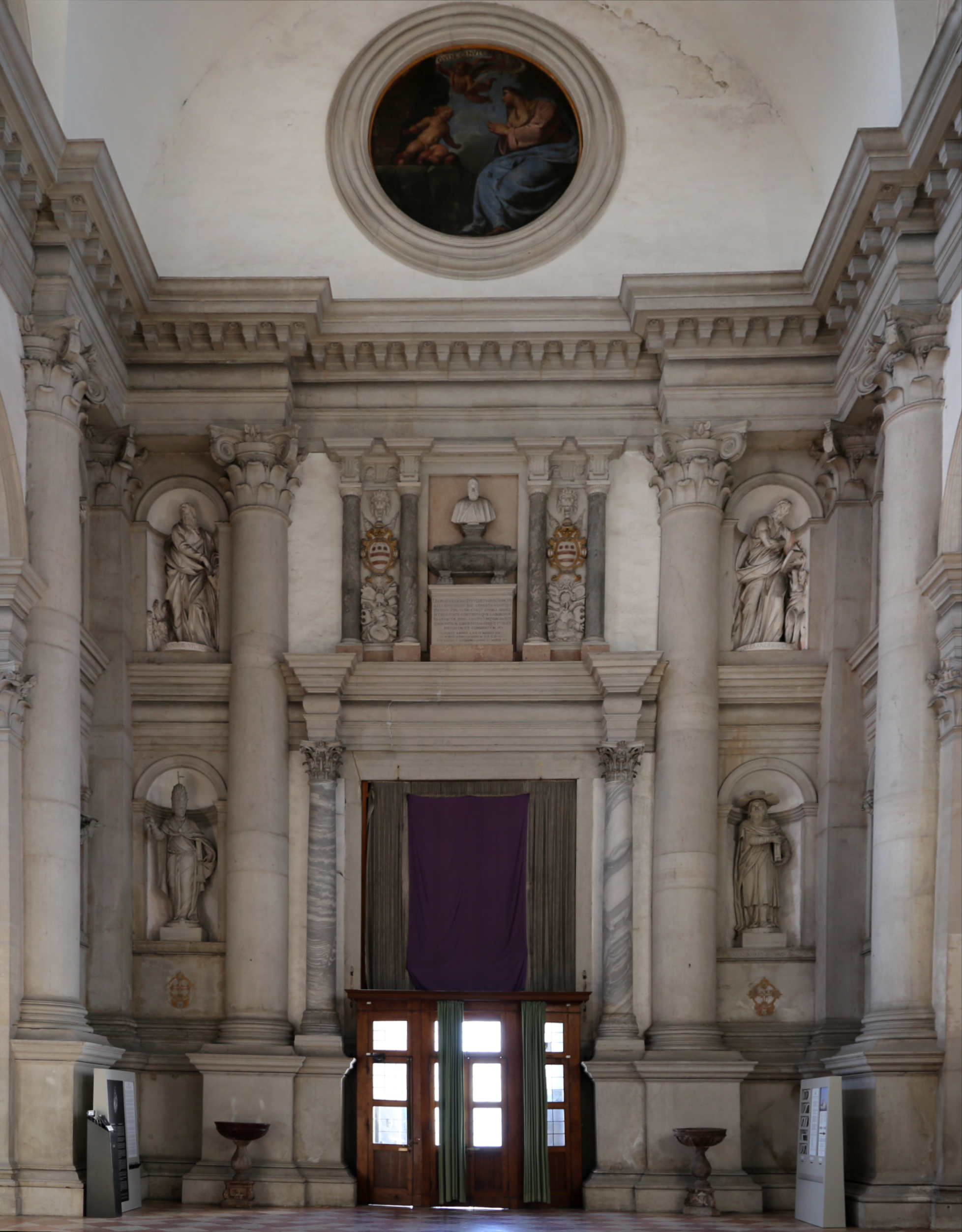
Monumento funebre al doge Leonardo Donà (m. 1612)

Curiosamente, dopo il primo anno, il dogato trascorse pacifico e tranquillo anche se il rapporto già distaccato tra doge e popolo si raffreddò a tal punto che il Donato dovette limitare le sue apparizioni per evitare insulti da parte della folla.
Si diffusero numerose calunnie sul suo conto, ma esse non furono mai dimostrate.
Morì di apoplessia il 16 luglio 1612.
È sepolto nella controfacciata, sopra il portale, della Basilica di San Giorgio Maggiore.

## Nella cultura di massa
Sulla vita di Leonardo Donà è stato scritto L'antipapa veneziano di Gianmaria Donà dalle Rose, discendente della sua stessa famiglia.